# Хибрид
 Тази статия е за биологичното понятие.  За термина от автомобилната техника вижте Хибрид (автомобил).  
Хибрид е термин в биологията с двояко значение.

## Значения
Най-напред под хибрид се разбира резултатът от кръстосването (кръстоската) между две животни или растения от различни таксони. Хибридите между различните видове от един и същ род са понякога познати като междувидови (интерспецифични) хибриди или кръстоски. Хибриди между различни подвидове от един и същ вид са познати като вътревидови (интраспецифични) хибриди. Хибридите между различни родове понякога се обозначават като междуродови хибриди. Познати са, макар и изключително редки, междуфамилни хибриди (напр. токачките).
Вторият вид хибриди са кръстоски между популации, породи или култивари от един и същ вид. Второто значение често се използва в растениевъдството и скотовъдството. Там хибридите се произвеждат и селектират заради ценните им характеристики, които или не се срещат, или са с променлив характер в родителските индивиди или в родителските популации. Преразпределението на генетичния материал между популациите или расите често се обозначава като хибридизация.

## В земеделието
В земеделската наука (генетиката и селекцията на културните растения) понятието хибрид се означава първото поколение (F1), наречено още хетерозисен хибрид. То обикновено е с повишена продуктивност и/или качество, с което се изразява т.нар. хетерозисен ефект.
Семената за сеитба на хетерозисни хибриди става при специално семепроизводство, при което се засяват определен брой редове майчини и бащини линии и се спазва пространствена изолация за изключване на „замърсяване“ с други генотипове.
Най-рано отглеждане на хетерозисни хибриди се прилага при царевицата, като към настоящия момент почти на 100 % от площта в света се засяват хибриди. Силно развитие през последните 10 – 15 години в същата посока се наблюдава и при слънчогледа. Други култури, при които се използват хибриди са рапица, сорго и пр.
В митологията и легендите се смята, че хибрид е създание, което е полу-вампир, полу-върколак. Така е и в сериала „Дневниците на вампира“.